# 천병희
천병희(千丙熙, 1939년 5월 1일 ~ 2022년 12월 22일)는 대한민국의 독문학자이자 그리스 고전 번역가이다. 서울대학교 독어독문학과를 졸업하고 독일에서 그리스어와 라틴어를 배웠다. 동백림 사건에 연루되어 고초를 겪기도 했다. 한국에서 고전 라틴어 및 그리스어 작품을 중역이 아닌 원전번역으로 가장 많이 번역한 인물이다.

## 생애
천병희는 1939년 5월 1일 (음력 3월 12일) 경상남도 고성군 동해면 장좌리에서 태어났다. 중학교를 졸업하고 부산고등학교에 입학했다. 고등학교 2학년 때 독일어를 처음 배웠는데, 선생님의 인품을 존경하여 2학년 겨울방학때는 하루에 단어 100개씩 한 달 동안 독일어 단어 3,000개 를 외우기도 했다. 고등학교를 졸업한 뒤에는 1956년에 서울대학교 독어독문학과에 입학했다. 2학년 때 장익봉 교수로부터 플라톤 《향연》 수업을 들으며, 고대 그리스 작품의 번역을 처음 꿈꿨다.
1961년에는 독일 하이델베르크대학에서 독문학과 고전 문학을 수학했으며, 그리스어와 라틴어도 공부했다. 5년 유학 기간 동안 북바덴주가 주관하는 그리스어 검정시험(Graecum)과 라틴어 검정시험(Großes Latinum)도 통과하였다. 1964년에는 횔덜린에 대한 연구로 서울대학교 대학원으로부터 문학 석사 학위를 받았다.
1966년 유학을 마치고 귀국한 뒤 서울대학교 독어교육과에서 3개월 동안 전임강사로 근무하던 중 동백림사건이 발발했다. 천병희는 동백림 사건이 없었다면 원전 번역에 이처럼 기여하지 못했을 것이라 회고했다. 동백림사건의 여파로 10년 동안 자격정지를 받아 이 기간에 번역활동에 몰두했기 때문이다. 1981년에 단국대학교 인문학부 교수로 취임하였다. 1972년에 시작한 플라톤 《국가》 원전 번역은 1982년에 출판되었다. 같은 해 《일리아스》도 출판되었는데, 국내 첫 원전번역이었다.
1985년에는 횔덜린의 핀다르 수용에 관한 연구로 박사 학위를 받았다. 2004년에 단국대학교에서 은퇴하여 명예교수가 되었다. 2022년 12월 22일 사망했다.

## 역서

### 독일어 원전 번역
- 알베르트 슈바이처의 자서전 《나의 생애와 사상》

### 그리스어 원전 번역
- 플라톤 전집
- 호메로스 - 《일리아스》, 《오뒷세이아》
- 헤시오도스 - 《신들의 계보》(신통기)
- 아폴로도로스 - 원전으로 읽는 그리스 신화
- 헤로도토스 - 《역사》 《정체》 플라톤
- 아리스토텔레스 - 《시학》, 《정치학》
- 롱기누스 - 《숭고에 관하여》
- 아이스퀼로스 전집
- 소포클레스 전집
- 에우리피데스 전집
- 아리스토파네스 전집
- 크세노폰의 《아나바시스》
- 아이소포스의 《이솝 우화》
- 메난드로스 전집

### 라틴어 원전 번역
- 플루타르코스 - 《수다에 관하여》, 《플루타르코스 영웅전》(발췌본)
- 마르쿠스 아우렐리우스 - 《명상록》
- 키케로 - 《노년에 관하여 우정에 관하여》
- 세네카 - 《인생은 왜 짧은가》
- 호라티우스 - 《시학》
- 오비디우스 - 《변신이야기》, 《로마의 축제일》
- 키케로 희곡